# Норт
Норт, Норт-Філд — морське газове родовище у Катарі (частково належить Ірану), одне з найбільших у світі (близько 15 % доведених світових запасів газу).
Розробка почалася у 1997 році.
В натуральному вираженні доведені запаси родовищ становлять 6,76 трлн.м³; геологічні запаси перевищують 10–12 трлн.м³.
Застосовуються морські технології газовидобутку платформами.